# 1968年モナコグランプリ
座標: 北緯43度44分4.74秒 東経7度25分16.8秒 / 北緯43.7346500度 東経7.421333度
1968年モナコグランプリ (1968 Monaco Grand Prix) は、1968年のF1世界選手権第3戦として、1968年5月26日にモンテカルロ市街地コースで開催された。
本レースはロータスのグラハム・ヒルがポール・トゥ・ウィンで制し、BRMのリチャード・アトウッドがファステストラップを記録して2位、クーパーのルシアン・ビアンキが3位となった。アトウッドとビアンキはF1キャリアで唯一の表彰台であった。

## 背景
前年にロレンツォ・バンディーニが事故死したのを受け、港のシケインはタイトになり、周回数は従来の100周から20周短縮され、80周に変更された。フェラーリは安全対策が十分でないと感じたため、本レースを欠場した。
フランス国内が政治不安に陥ったため、レース主催者は停電が発生した場合でもトンネルの照明が消えないようにするため、地元の映画製作会社から発電機を借用した。

## エントリー
グラハム・ヒルは、ロータスがジム・クラークとマイク・スペンスを失ったことに対して「絶望」していると述べたが、それにもかかわらず、チームは新しい49Bを投入した。49Bにはノーズウイングとエアダムが備えられ、F1マシンにウイングが使用された最初のレースとなった。1968年は、F1マシンにウイングが設置される年になることが証明されていく。マトラ・インターナショナルのジャッキー・スチュワートはまだ右手の骨折からの回復途上であり、ジョニー・セルボ＝ギャバンが代走を務める。ワークスのマトラ・スポールは、自製V12エンジンを搭載したMS11が完成し、ジャン＝ピエール・ベルトワーズがドライブする。BRMはスペンスの代走としてクリス・アーウィンを起用していたが、アーウィンが耐久レースの「ニュルブルクリンク1000kmレース」で頭部を負傷して選手生命を絶たれたため、リチャード・アトウッドがレグ・パーネル・レーシングから移籍した。クーパーは、前戦スペイングランプリで3位を獲得して堅実なパフォーマンスを発揮したブライアン・レッドマンがスパ・フランコルシャン1000kmレースに出場するため、ルシアン・ビアンキが代走を務める。
マクラーレンのデニス・ハルムは、本レースの5日後に開催されるインディ500と掛け持ちで出場するため、モナコとインディアナポリスを慌ただしく往来した。

### エントリーリスト
| チーム                                                      | No. | ドライバー                     | コンストラクター | シャシー | エンジン                         | タイヤ |
| ----------------------------------------------------------- | --- | ------------------------------ | ---------------- | -------- | -------------------------------- | ------ |
| マトラ・スポール                                            | 1   | ジャン＝ピエール・ベルトワーズ | マトラ           | MS11     | マトラ MS9 3.0L V12              | D      |
| ブラバム・レーシング・オーガニゼーション                    | 2   | ジャック・ブラバム             | ブラバム         | BT26     | レプコ 860 3.0L V8               | G      |
| ブラバム・レーシング・オーガニゼーション                    | 3   | ヨッヘン・リント               | ブラバム         | BT24     | レプコ 740 3.0L V8               | G      |
| オーウェン・レーシング・オーガニゼーション                  | 4   | ペドロ・ロドリゲス             | BRM              | P133     | BRM P142 3.0L V12                | G      |
| オーウェン・レーシング・オーガニゼーション                  | 5   | クリス・アーウィン 1           | BRM              | P126     | BRM P142 3.0L V12                | G      |
| オーウェン・レーシング・オーガニゼーション                  | 15  | リチャード・アトウッド         | BRM              | P126     | BRM P142 3.0L V12                | G      |
| クーパー・カー・カンパニー                                  | 6   | ルドヴィコ・スカルフィオッティ | クーパー         | T86B     | BRM P142 3.0L V12                | F      |
| クーパー・カー・カンパニー                                  | 7   | ルシアン・ビアンキ             | クーパー         | T86B     | BRM P142 3.0L V12                | F      |
| ホンダ・レーシング                                          | 8   | ジョン・サーティース           | ホンダ           | RA301    | ホンダ RA301E 3.0L V12           | F      |
| ゴールドリーフ・チーム・ロータス                            | 9   | グラハム・ヒル                 | ロータス         | 49B      | フォード・コスワース DFV 3.0L V8 | F      |
| ゴールドリーフ・チーム・ロータス                            | 10  | ジャッキー・オリバー           | ロータス         | 49B      | フォード・コスワース DFV 3.0L V8 | F      |
| マトラ・インターナショナル                                  | 11  | ジョニー・セルボ＝ギャバン     | マトラ           | MS10     | フォード・コスワース DFV 3.0L V8 | D      |
| ブルース・マクラーレン・モーターレーシング                  | 12  | デニス・ハルム                 | マクラーレン     | M7A      | フォード・コスワース DFV 3.0L V8 | G      |
| ブルース・マクラーレン・モーターレーシング                  | 14  | ブルース・マクラーレン         | マクラーレン     | M7A      | フォード・コスワース DFV 3.0L V8 | G      |
| レグ・パーネル・レーシング                                  | 16  | ピアス・カレッジ               | BRM              | P126     | BRM P142 3.0L V12                | G      |
| ロブ・ウォーカー/ジャック・ダーラッシャー・レーシングチーム | 17  | ジョー・シフェール             | ロータス         | 49       | フォード・コスワース DFV 3.0L V8 | F      |
| ヨアキム・ボニエ・レーシングチーム                          | 18  | ヨアキム・ボニエ               | マクラーレン     | M5A      | BRM P142 3.0L V12                | G      |
| アングロ・アメリカン・レーサーズ                            | 19  | ダン・ガーニー                 | イーグル         | T1G      | ウェスレイク 58 3.0L V12         | G      |
| ケン・シェパード                                            | 20  | キース・セント・ジョン 2       | マクラーレン     | M2B      | クライマックス V8                | G      |
| シャルル・ホーゲル・レーシング                              | 21  | シルビオ・モーザー             | ブラバム         | BT20     | レプコ 620 3.0L V8               | G      |
| バーナード・ホワイト・レーシング                            | 22  | デビッド・ホッブズ 3           | BRM              | P261     | BRM P142 3.0L V12                | G      |
| ソース:                                                     |     |                                |                  |          |                                  |        |

追記
- ^1 - アーウィンはニュルブルクリンク1000kmレースで負傷したため、アトウッドに交代[1]
- ^2 - マシンが準備できず[6]
- ^3 - エントリーのみ[6]

## 予選
当時のモナコグランプリは決勝への進出台数が16に制限されており、本年は招待枠の10台（マトラのジャン＝ピエール・ベルトワーズ、ブラバムのジャック・ブラバムとヨッヘン・リント、BRMのペドロ・ロドリゲス、クーパーのルドヴィコ・スカルフィオッティ、ホンダのジョン・サーティース、ロータスのグラハム・ヒル、マクラーレンのブルース・マクラーレンとデニス・ハルム、イーグルのダン・ガーニー）に決勝進出の権利を与え、決勝に進出する残りの6台と全16台のグリッド順位を予選の結果によって決定した。
3年前の勝者グラハム・ヒルは、2番手のジョニー・セルボ＝ギャバンに0.6秒の差を付けてポールポジションを獲得した。ジャン＝ピエール・ベルトワーズが前戦スペイングランプリでファステストラップを記録したマトラ・MS10は、セルボ＝ギャバンがフロントローを占めたことにより競争力の高さを改めて証明した。

### 結果
| 順位    | No. | ドライバー                     | コンストラクター      | タイム | 差   | グリッド |
| ------- | --- | ------------------------------ | --------------------- | ------ | ---- | -------- |
| 1       | 9   | グラハム・ヒル                 | ロータス-フォード     | 1:28.2 | -    | 1        |
| 2       | 11  | ジョニー・セルボ＝ギャバン     | マトラ-フォード       | 1:28.8 | +0.6 | 2        |
| 3       | 17  | ジョー・シフェール             | ロータス-フォード     | 1:28.8 | +0.6 | 3        |
| 4       | 8   | ジョン・サーティース           | ホンダ                | 1:29.1 | +0.9 | 4        |
| 5       | 3   | ヨッヘン・リント               | ブラバム-レプコ       | 1:29.2 | +1.0 | 5        |
| 6       | 15  | リチャード・アトウッド         | BRM                   | 1:29.6 | +1.4 | 6        |
| 7       | 14  | ブルース・マクラーレン         | マクラーレン-フォード | 1:29.6 | +1.4 | 7        |
| 8       | 1   | ジャン＝ピエール・ベルトワーズ | マトラ                | 1:29.7 | +1.5 | 8        |
| 9       | 4   | ペドロ・ロドリゲス             | BRM                   | 1:30.4 | +2.2 | 9        |
| 10      | 12  | デニス・ハルム                 | マクラーレン-フォード | 1:30.4 | +2.2 | 10       |
| 11      | 16  | ピアス・カレッジ               | BRM                   | 1:30.6 | +2.4 | 11       |
| 12      | 2   | ジャック・ブラバム             | ブラバム-レプコ       | 1:31.2 | +3.0 | 12       |
| 13      | 10  | ジャッキー・オリバー           | ロータス-フォード     | 1:31.7 | +3.5 | 13       |
| 14      | 7   | ルシアン・ビアンキ             | クーパー-BRM          | 1:31.9 | +3.7 | 14       |
| 15      | 18  | ヨアキム・ボニエ               | マクラーレン-BRM      | 1:32.1 | +3.9 | DNQ      |
| 16      | 21  | シルビオ・モーザー             | ブラバム-レプコ       | 1:32.4 | +4.2 | DNQ      |
| 17      | 6   | ルドヴィコ・スカルフィオッティ | クーパー-BRM          | 1:32.9 | +4.7 | 15 1     |
| 18      | 19  | ダン・ガーニー                 | イーグル-ウェスレイク | 1:32.9 | +4.7 | 16 1     |
| ソース: |     |                                |                       |        |      |          |

追記
- ^1 - スカルフィオッティとガーニーはあらかじめ決勝出走の権利が与えられていた[7]

## 決勝
スタートでジョニー・セルボ＝ギャバンがグラハム・ヒルからリードを奪い、ブルース・マクラーレンは1周目のシケインでヒルのチームメイトであるジャッキー・オリバーと接触した。セルボ＝ギャバンは3周目にドライブシャフトが壊れてクラッシュする不運に見舞われた。これでヒルが首位に立った。ホンダのジョン・サーティースは5周目にヒルの後ろにつけて首位浮上の機会を伺う。ヨッヘン・リントは9周目にサーティースをオーバーテイクしようとした際にクラッシュした。サーティースは18周目のトンネル手前でギアボックスが壊れてリタイアした。一連の事故とマシントラブルの末、完走したのは僅か5台で、このうち3位以下は優勝したヒルから4周遅れであった。ヒルは1965年以来4度目のモナコグランプリ制覇で、「ミスター・モナコ」の称号を得た。BRM移籍初戦のリチャード・アトウッドがヒルの僅か2秒遅れでフィニッシュしたのは驚きの結果であった。ヒルはレース中にラップレコードを3回更新したが、アトウッドがF1キャリア唯一のファステストラップを記録した。アトウッドは3位となったクーパーのルシアン・ビアンキとF1キャリアで唯一の表彰台を獲得した。
4位に入賞したルドヴィコ・スカルフィオッティは、本レースから僅か2週間後にロスフェルドで行われたヒルクライムの事故で亡くなり、4月のジム・クラーク、5月のマイク・スペンスに続き、3ヶ月連続でF1ドライバーが命を落とすことになった。

### 結果
| 順位    | No. | ドライバー                     | コンストラクター      | 周回数 | タイム/リタイア原因 | グリッド | ポイント |
| ------- | --- | ------------------------------ | --------------------- | ------ | ------------------- | -------- | -------- |
| 1       | 9   | グラハム・ヒル                 | ロータス-フォード     | 80     | 2:00:32.3           | 1        | 9        |
| 2       | 15  | リチャード・アトウッド         | BRM                   | 80     | +2.2                | 6        | 6        |
| 3       | 7   | ルシアン・ビアンキ             | クーパー-BRM          | 76     | +4 Laps             | 14       | 4        |
| 4       | 6   | ルドヴィコ・スカルフィオッティ | クーパー-BRM          | 76     | +4 Laps             | 15       | 3        |
| 5       | 12  | デニス・ハルム                 | マクラーレン-フォード | 73     | +7 Laps             | 10       | 2        |
| Ret     | 8   | ジョン・サーティース           | ホンダ                | 16     | ギアボックス        | 4        |          |
| Ret     | 4   | ペドロ・ロドリゲス             | BRM                   | 16     | アクシデント        | 9        |          |
| Ret     | 16  | ピアス・カレッジ               | BRM                   | 12     | シャシー            | 11       |          |
| Ret     | 17  | ジョー・シフェール             | ロータス-フォード     | 11     | ディファレンシャル  | 3        |          |
| Ret     | 1   | ジャン＝ピエール・ベルトワーズ | マトラ                | 11     | アクシデント        | 8        |          |
| Ret     | 19  | ダン・ガーニー                 | イーグル-ウェスレイク | 9      | エンジン            | 16       |          |
| Ret     | 3   | ヨッヘン・リント               | ブラバム-レプコ       | 8      | アクシデント        | 5        |          |
| Ret     | 2   | ジャック・ブラバム             | ブラバム-レプコ       | 7      | サスペンション      | 12       |          |
| Ret     | 11  | ジョニー・セルボ＝ギャバン     | マトラ-フォード       | 3      | ハーフシャフト      | 2        |          |
| Ret     | 14  | ブルース・マクラーレン         | マクラーレン-フォード | 0      | アクシデント        | 7        |          |
| Ret     | 10  | ジャッキー・オリバー           | ロータス-フォード     | 0      | アクシデント        | 13       |          |
| ソース: |     |                                |                       |        |                     |          |          |

ファステストラップ
- リチャード・アトウッド - 1:28.1（80周目）

ラップリーダー
- ジョニー・セルボ＝ギャバン - 3周 (Lap 1-3)
- グラハム・ヒル - 77周 (Lap 4-80)

## 第3戦終了時点のランキング
|         | 順位 | ドライバー                     | ポイント |
| ------- | ---- | ------------------------------ | -------- |
|         | 1    | グラハム・ヒル                 | 24       |
| 1       | 2    | デニス・ハルム                 | 10       |
| 1       | 3    | ジム・クラーク                 | 9        |
| 22      | 4    | リチャード・アトウッド         | 6        |
| 2       | 5    | ルドヴィコ・スカルフィオッティ | 6        |
| ソース: |      |                                |          |

|         | 順位 | コンストラクター      | ポイント |
| ------- | ---- | --------------------- | -------- |
|         | 1    | ロータス-フォード     | 27       |
|         | 2    | マクラーレン-フォード | 8        |
| 1       | 3    | クーパー-BRM          | 8        |
| 7       | 4    | BRM                   | 6        |
| 2       | 5    | ブラバム-レプコ       | 4        |
| ソース: |      |                       |          |

- 注:  トップ5のみ表示。前半6戦のうちベスト5戦及び後半6戦のうちベスト5戦がカウントされる。